# Jay Richardson
Jay Richardson (Washington, 27 gennaio 1984) è un giocatore di football americano statunitense che gioca nel ruolo di defensive end per i New Orleans Saints della National Football League. Fu scelto nel corso del quinto giro (138º assoluto) del Draft NFL 2007 dai Raiders. Al college giocò a football alla Ohio State University.

## Carriera professionistica

### Oakland Raiders
Richardson fu scelto al quinto giro del Draft 2007 dagli Oakland Raiders. Il 26 giugno 2007 firmò un contratto quadriennale del valore di 1,859 milioni di dollari di cui 194.000 di bonus alla firma. Debuttò nella NFL il 9 settembre contro i Detroit Lions. Nella sua stagione da rookie giocò 16 partite di cui 11 da titolare, compiendo 33 tackle, 25 dei quali solitari, ed un sack.
Nella stagione 2008, Richardson giocò 16 partite, di cui 11 da titolare, mettendo a segno 53 tackle, di cui 39 solitari, 3 sack, un passaggio deviato e una safety su Chad Pennington nell'11a settimana contro i Miami Dolphins a Miami.
Nella stagione 2009, Richardson giocò 16 partite, nessuna delle quali da titolare, compiendo 23 tackle, di cui 18 solitari, e 3 sack.
Prima dell'inizio della prestagione 2010, Jay si operò al ginocchio. Il 4 settembre venne svincolato infortunato per poi esser messo sulla lista infortunati il giorno seguente. Il 15 settembre venne definitivamente rilasciato.

### Seattle Seahawks
Il 3 novembre 2010 firmò per un anno a 466.000 dollari con i Seahawks, chiuse la stagione giocando 7 partite con 8 tackle totali.

### New York Jets
Richardson firmò con i Jets il 16 aprile 2012 un contratto annuale del valore di 700.000 dollari ma il 31 agosto venne rilasciato.

### New Orleans Saints
Il 4 gennaio 2013 firmò un annuale del valore di 715.000 dollari con i Saints.

## Vittorie e premi
- Nessuno

## Statistiche
| Partite totali      | 55  |
| Partite da titolare | 22  |
| Tackle totali       | 117 |
| Sack                | 7   |
| Safety              | 1   |
| Intercetti          | 0   |

Statistiche aggiornate alla stagione 2012